# Prosopocera pallida
Prosopocera pallida es una especie de escarabajo longicornio del género Prosopocera, tribu Prosopocerini, familia Cerambycidae. Fue descrita científicamente por Thomson en 1858.
Se distribuye por Camerún, Costa de Marfil, Gabón, Nigeria, República Centroafricana, República Democrática del Congo y Congo. Mide 10,5-16 milímetros de longitud. El período de vuelo ocurre en los meses de enero, febrero, abril, mayo, julio y noviembre.